# バンダイナムコネクサス
株式会社バンダイナムコネクサス（英: Bandai Namco Nexus Inc.）は、オンラインゲームの開発・運営などを主な事業とする日本の企業。株式会社バンダイナムコエンターテインメントの完全子会社で、バンダイナムコグループに属する。
2017年8月3日に株式会社バンダイナムコエンターテインメントと株式会社ドリコムの共同出資で「株式会社BXD（ビーエックスディー）」として設立、2020年3月31日付でバンダイナムコエンターテインメントの完全子会社へ移行した。
同社が提供するブラウザゲームプラットフォーム『enza』（エンザ）についても記載する。

## 概要
ドリコムの主力事業であるソーシャルゲーム事業のノウハウと、バンダイナムコエンターテインメント（以下BNEI）が多数保有するIPなどを融合することを目的に、BNEIとドリコムは、2017年5月19日に、HTML5を中核とする技術を活用したオンラインゲーム及び配信するプラットフォームの開発・運営等行う新会社である株式会社BXDを、同年8月3日付で2社の共同出資で設立することを発表した。社名のBXDは、Breakthrough X Digital lifeの頭文字を取ったもの。
2017年8月3日付で、BNEI51%、ドリコム49%の出資比率で株式会社BXDを設立した。本社は東京都港区にあるバンダイナムコ未来研究所内に置かれる。2018年4月24日より、HTML5を活用したスマートフォン向けゲームプラットフォーム『enza』の配信を開始した。
2020年3月末日をもってドリコムがBXDの全株式をBNEIへ売却し、BXDはBNEIの完全子会社となった。その後、2021年3月1日付で株式会社バンダイナムコネクサスへ商号を変更した。

## 沿革
- 2017年
  - 5月19日 - BNEIとドリコムとの間で、株式会社BXD設立を伴う業務提携を締結することを発表。
  - 8月3日 - 設立。
- 2018年4月24日 - HTML5を活用したスマートフォン向けブラウザゲームプラットフォーム『enza』と、ローンチタイトルとして『アイドルマスター シャイニーカラーズ』を配信開始。
- 2020年3月31日 - BNEIの完全子会社化。
- 2021年3月1日 - 株式会社バンダイナムコネクサスへ商号変更[8]。

## enza
enza（エンザ）は、株式会社バンダイナムコネクサスが運営するブラウザゲームプラットフォーム。初期タイトルはいずれもBXD（当時）が開発し、 BNEIが配信元となる。所謂アプリのようなインストールなしですぐに遊べることを売りにしている一方で、従来の『mobage』や『GREE』等のフィーチャーフォン時代からあったソーシャルゲームとは違い、HTML5を活用したアプリと遜色ないリッチコンテンツであることも売りにしている。これはBXD自身が技術検証として『ONE PIECE トレジャークルーズ』をブラウザに移植したことで証明している。
会員登録はバンダイナムコIDを活用しSNSアカウントによるログインで簡単に済ませられるほか、決済手段はバンダイナムコグループで採用している電子通貨「バナコイン」を活用する。
なお、enzaのポータルサイトは前述するmobageやGREEのようにフレンド機能やチャット機能等、簡易的なSNS機能も内蔵している。

### 運営中のタイトル
- アイドルマスター シャイニーカラーズ （2018年4月24日開始）
- 大人の協力バトル 猫とドラゴン （2019年4月3日開始、開発：スタジオキング → スタジオレックスに移管[9]）

### 終了したタイトル
- ドラゴンボールZ ブッチギリマッチ（2018年5月16日開始[注釈 1]、2020年3月16日終了）
- プロ野球ファミスタ マスターオーナーズ（2019年2月28日開始、2020年8月31日終了）
- クイーンズブレイド WHITE TRIANGLE（2019年3月14日開始、2020年5月18日終了）
- 金色のガッシュベル!! Golden Memories（2019年3月27日開始、2020年3月31日終了）
- NARUTO X BORUTO 忍者TRIBES（2020年3月5日開始、2021年12月16日終了[10]）

## 決算
| 決算期                           | 総資産        | 純資産        | 当期純利益     | 利益剰余金     |
| -------------------------------- | ------------- | ------------- | -------------- | -------------- |
| 第2期（2018/04/01 - 2019/03/31） | 18億7,066万円 | ▲9億3,190万円 | ▲16億7,183万円 | ▲18億3,190万円 |
| 第1期（2017/08/03 - 2018/03/31） | 21億5,225万円 | 7億3,993万円  | ▲1億6,006万円  | ▲1億6,006万円  |